# Havelock Ellis
Rojen: 2. februar 1859 (Croydon, Surrey, England), smrt:- 8. julij 1939 (Hintlesham, Suffolk, England)
Henry Havelock Ellis, znan kot Havelock Ellis, je bil angleški zdravnik, filozof, pisatelj in intelektualec, ki je preučeval človekovo seksualnost. Leta 1897 je soustvaril prvi medicinski učbenik v angleščini, ki je zadeval področje homoseksualnosti. Njegova dela so se nanašala tudi ostale seksualne prakse in nagnjenja, ter psihologijo transspolnosti.
Ellis je bil tudi eden prvih raziskovalcev psihadeličnih drog. Je avtor prvih pisnih poročil o izkušnjah jemanja meskalina. Raziskave je izvajal na sebi leta 1896. Podpiral pa je tudi evgeniko, in služil kot eden od šestnajstih voditeljev, »Eugenics Society« od leta 1909 do leta 1912.

#### Življenjepis
Ellis, sin Edwarda Peppena Ellisa in Susannah Mary Wheatley, se je rodil v Croydonu v Surreyu (danes del Londona). Imel je štiri sestre, od katerih se nobena ni poročila. Njegov oče je bil morski kapitan, mama hči morskega kapitana, številni Ellisovi drugi sorodniki pa so živeli na morju ali blizu njega. Ko je imel sedem let, ga je oče vzel s seboj na morsko odpravo, med katerim sta se ustavila v Sydneyju v Avstraliji, Callau v Peruju in Antwerpenu v Belgiji. Po vrnitvi je Ellis obiskoval zasebno francosko in nemško šolo blizu Wimbledona, zatem pa še zasebno šolo v Mitchamu.
Aprila 1875 je Ellis pri svojih 16 letih z očetovo ladjo odplul proti Avstraliji. Kmalu po prihodu v Sydney je pridobil mesto mojstra v zasebni šoli. Zaradi pomanjkanja izobrazbe, je bil odpuščen in postal domači učitelj nekaj kilometrov od Carcoarja. Tam je preživel eno leto in nato pridobil mesto mojstra na gimnaziji v Graftonu. Po ravnateljevi smrti je Ellis prevzel njegovo mesto, vendar ni bil uspešen.
Konec leta se je vrnil v Sydney in po trimesečnem usposabljanju dobil zadolžitve v dveh vladnih osnovnih šolah s krajšim delovnim časom - v Sparkes Creeku blizu Scone ter v Junction Creeku. V svoji avtobiografiji je zapisal: »V Avstraliji sem pridobil telesno zdravje, dosegel duševni mir, razkrila se mi je moja življenjska naloga, lahko sem se odločil za profesionalni poklic, postal umetnik v literaturi; teh pet točk pokriva celotno dejavnost mojega življenja na svetu. Nekatere od njih bi nedvomno dosegel brez pomoči avstralskega okolja, večine pa jih nikoli ne bi mogel doseči tako popolnoma, če me naključje ne bi spustilo v samoto Liverpool Rangea.«
Ellis se je v Anglijo vrnil aprila 1879. Odločil se je za študij spolnosti in menil, da se mora sprva kvalificirati za zdravnika. Študiral je na Medicinski fakulteti St. Thomas's Hospital, ki je zdaj del King's College v Londonu, vendar ni imel redne zdravstvene prakse. K njegovemu usposabljanju je pripomogla majhna zapuščina in tudi dohodek od urejanja del v seriji Mermaid iz manj znane elizabetinske in jakobinske drame. Ellis se je po kratkem času ukvarjanja s splošno medicino posvetil literarni, nato znanstveni dejavnosti.

#### Poroka
Novembra 1891 se je Ellis pri 32 letih poročil z angleško pisateljico in zagovornico pravic žensk Edith Lees. Že od začetka je bila njuna poroka nekonvencionalna, saj je bila Edith Lees odkrito lezbijka, zato se je po koncu medenih tednov Ellis vrnil v svoje prostore za samske v Paddingtonu. Njun "odprt zakon" z raznimi aferami iz obeh strani je bil osrednja tema Ellisove avtobiografije My Life. Ellis naj bi imel afero z Margaret Sanger. Po smrti svoje žene je vzpostavil razmerje s francozinjo Françoise Lafitte.

#### Smrt
Havelock Ellis je zadnje leto svojega življenja preživel v Hintleshamu v Angliji, kjer je umrl julija1939 zaradi očitnega srčnega napada. Njegovi ostanki so hranjeni v grobnici Golders Green v severnem Londonu.

### Delo
Ellis je pisal skozi celo življenje. Obljavljal je vse od literarnih ocen in člankov do knjig o seksualnosti, ki so najbolj zaznamovala njegovo življenje in kariero. Leta 1894 je objavil knjigo Man and Women, ki je povzemala njegovo raziskovanje človeške seksualnosti. To zanimanje se je nadaljevalo v 7 delih »Studies of Psihology and Sex« Šlo je za kompleksno delo, razdeljeno v sedem knjig, ki so zavzemale široka področja seksualnosti. Od istospolne usmerjenosti do transpolnosti , masturbacije, različnih spolnih nagnjen in same psihologije spolnosti. Njegovo delo je izšlo med letoma 1897 in 1928. Izdaja in prodaja prvega dela: » Sexual Inversion«, je sprožila veliko nasprotovanje v Britaniji. To delo velja za prvi Angleški medicinski učbenik, ki objektivno zadeva homoseksualnost. Knjiga govori o homoseksualnih odnosih med moškimi in celo med fanti. Ellis homoseksualnosti ni označil kot bolezen ali zločin, temveč kot nekaj čisto naravnega in normalnega. Tu se je skliceval tudi na živalski svet in antično zgodovino. Zaradi nasprotovanj proti njegovemu delu, je šest ostalih knjig izšlo v Ameriki. V Britaniji so zaradi nasprotovanja celo vložili sodni postopek zoper Georga Bedborougha, lastnika knjigarne, v kateri so detektivi pod krinko kupili Ellisovo delo, katerega razširjanje je bilo prepovedano.
Stigma je knjige spremljala tudi v ZDA, kjer je izšlo preostalih 6 delov. Tako je bila knjiga vse do spremembe zakona leta 1935 dostopna le medicinski stroki. Ellisove študije so veljale za tabu, njegovi pogledi na seksualnost pa so bili v tedanji družbi kontroverzni. V naslednjih delih, je Ellis poleg homoseksualnosti obravnaval tudi masturbacijo in žensko seksualnost, katera naj bi bila po njegovih vidikih povsem enakovredna moški, ter še mnogo seksualnih tem, ki so v tisti dobi veljale za velik tabu. Kot eden prvih, pa je Havelock preučeval eonizem. Havelock je bil tudi velik podpornik Evgenikov. Bil je podpredsednik »Eugenics Education Society«.
V veliki meri ga je k raziskovanju spodbujala želja po izbrisu stigme o javnem debatiranju o seksualnosti in spolnem vedenju. Izobrazbo in raziskave pa je videl kot edino zdravilo, ki lahko razbije nerazumevanje in napačno dojemanje spolnosti.
Havelock med drugim velja za enega od pionirjev na področju raziskovanja psihadelikov in njihovih učinkov na človeško telo. Prvi je sam na sebi preučil vpliv meskalina (halucinogene droge) na človeka. Teste je izvajal sam na sebi, v svojem londonskem stanovanju. Po zaužitju droge je opisoval svoje videnje, halucinacije in počutje. V delu 'Mescal: The New Artifical Paradise' je opisal barvite, kompleksne in žive halucinacije ter nove spiritualne zaznave.

#### Zapuščina
Čeprav so bili v njegovem času viktorijanski pogledi na spolnost globoko zakoreninjeni, so njegova prizadevanja pomagala odpreti vrata za javni diskurz o spolnosti in njeni zapletenosti. Bil je del večjega družbenega gibanja, ki se je takrat razvijalo in je uvajalo sodobnejša ter liberalnejša stališča o prepletenih vprašanjih človeške spolnosti in reprodukcije.

#### Najpombnejša dela
• (1894) Man and Woman: A Study of Secondary and Tertiary Sexual Character
• (1897–1928) Studies in the Psychology of Sex
• (1904) A Study of British Genius
• (1911) The World of Dreams
• (1912) The Task of Social Hygiene
• (1922–1931) On Life and Sex
• (1923) The Dance of Life
• (1933) Psychology of Sex: A Manual for Students
• (1939) My Life: Autobiography
• (1951) Sex and Marriage
Nobeno od njegovih del ni prevedeno v slovenščino. Je pa nekaj prevodov v hrvaščini in srbščini.